# Kompanijiwka
Kompanijiwka – osiedle typu miejskiego w obwodzie kirowohradzkim Ukrainy, siedziba władz rejonu kompanijiwskiego.

## Historia
Miejscowość założona w jelizawietgradzki ujezd guberni chersońskiej.
W 1933 roku zaczęto wydawać gazetę.
Podczas II wojny światowej wieś była okupowana przez wojska niemieckie od 5 sierpnia 1941 r. do 15 marca 1944 roku.
W 1989 roku liczyło 5293 mieszkańców, w 2001 roku 4993, w 2013 roku 4544, a w 2024 roku 4392.